# Miguel Díaz (baseball)
Pour les articles homonymes, voir Miguel Díaz (homonymie) et Diaz.
Miguel Angel Díaz (né le 28 novembre 1994 à San Cristóbal en République dominicaine) est un lanceur droitier des Tigers de Détroit de la Ligue majeure de baseball.

## Carrière
Miguel Díaz signe son premier contrat professionnel en décembre 2011 avec les Brewers de Milwaukee. Il commence sa carrière professionnelle en 2012 dans les ligues mineures et joue 5 saisons dans l'organisation des Brewers sans atteindre les majeures. Le 8 décembre 2016, il est réclamé par les Twins du Minnesota au repêchage de la règle 5 et immédiatement transféré aux Padres de San Diego en échange de Justin Haley, un lanceur droitier des ligues mineures.
Díaz fait ses débuts dans le baseball majeur comme lanceur de relève pour San Diego le 3 avril 2017 face aux Dodgers de Los Angeles.